# 1004
Évszázadok: 10. század – 11. század – 12. század
Évtizedek: 950-es évek – 960-as évek – 970-es évek – 980-as évek – 990-es évek – 1000-es évek – 1010-es évek – 1020-as évek – 1030-as évek – 1040-es évek – 1050-es évek
Évek: 999 – 1000 – 1001 – 1002 –  1003 – 1004 – 1005 – 1006 – 1007 – 1008 – 1009

## Események
- május 14. – Ivreai Arduin, az utolsó itáliai király trónfosztása, az Itáliai Királyság beleolvad a Német-római Birodalomba.
- május 15. – II. (Szent) Henrik első itáliai hadjárata eredményeképpen Henriket Milánóban Itália királyává koronázzák.
- I. Boleszláv lengyel herceg elveszti a Csehország feletti uralmat, miután az előző évben megszerezte azt. Utóda Jaromír, II. Boleszláv cseh fejedelem fia, a német király hűbérese.
- Villásszakállú Svend dán király lerombolja Norwich városát.
- Aberdeen (Skócia) püspöki székhely lesz.

## Halálozások
- Aquitániai Adelaide, Capet Hugó francia király felesége.
- Erik Torvaldsson viking hajós (valószínű időpont) (* 950).